# Фрей, Алоис
Алоис Венделин Фрей (нем. Alois Wendelin Frey; 16 октября 1911, Бюлерталь, Германская империя — 4 января 1990, Бюль, ФРГ) — унтершарфюрер СС, руководитель одного из сублагерей концлагеря Освенцим. После войны был привлечён к суду в Западной Германии, но оправдан из-за недостатка доказательств.

## Биография
Алоис Фрей родился 16 октября 1911 года в Бюлертале в крестьянской семье. Зарабатывал себе на жизнь работой на фабрике по производству корзин. В 1933 году был зачислен в ряды СС. 1 мая 1937 года вступил в НСДАП (билет № 4718954). С середины 1940 года служил в охране концлагеря Флоссенбюрг. В сентябре 1942 года был откомандирован в концлагерь Аушвиц III Моновиц, где стал блокфюрером. С начала февраля 1944 года и до эвакуации Освенцима в январе 1945 года руководил подсобным лагерем Гюнтергрубе. До 600 заключённых этого лагеря должны были выполнять принудительные работы по добыче угля. Выжившие узники описывали Фрея как жестокого и молчаливого человека.

### После войны
После окончания войны Фрей был арестован и предстал перед окружным судом Кракова, на котором 30 марта 1948 года был приговорён к 6 годам заключения. В 1953 году был освобождён, вернулся в родной город, где работал электриком. 18 декабря 1973 года вместе с Вилли Рудольфом Завацки был привлечён к суду во Франкфурте-на-Майне по обвинению в преступлениях, совершенных в концлагере Освенцим. Фрея обвиняли в селекции нетрудоспособных заключённых для их дальнейшего уничтожения и в том, что 19 января 1945 года он застрелил двух заключённых, потому что они «недостаточно быстро работали с тачкой». 25 ноября 1974 года из-за недостатка доказательств Фрей был оправдан.